# Llanura de Naparima
La Llanura de Naparima (en inglés: Naparima plain) es una amplia zona de tierras bajas en el oeste de la Cordillera Central y la Cordillera del Sur en el país caribeño e insular de Trinidad y Tobago;  la zona de tierras bajas en el este es la llanura de Nariva, Al norte de la Cordillera Central esta la llanura de Caroni . El río  Oropuche fluye a través de la llanura de Naparima y desemboca en la Laguna Oropuche, una zona pantanosa, en la costa del Golfo de Paria. La región norte de la Llanura Naparima tiene suelo aluvial; la región sur es de arena y menos fértil.
El sitio arqueológico Banwari Trace, uno de los más antiguos en el Caribe , se encuentra en la llanura de Naparima.